# Vallelonga
Vallelonga är en ort och kommun i provinsen Vibo Valentia i regionen Kalabrien i Italien. Kommunen hade 719 invånare (2017).